# سيد المجهول (فلم)
سيد المجهول هو فيلم كوميديا درامي مغربي صدر عام 2019، من كتابة وإخراج علاء الدين الجم، وبطولة كل من يونس بواب، وصالح بن صالح، وأنس الباز، وحسن بديدة. يُسلط الفيلم الضوء بشكل كوميدي على سلطان الخرافات وكيف تؤثر في معتقدات الناس وتدفعهم للقيام بأي شيء.
شارك الفيلم في قسم «أسبوع النقاد» بمهرجان كان السينمائي، حيث لاقى استحسان النقاد.
كما تم اختياره ليمثل المغرب في جائزة الأوسكار لأفضل فيلم بلغة أجنبية في حفل توزيع جوائز الأوسكار الثالث والتسعون، ولكن لم يتم ترشيحه.

## القصة
تدور أحداث الفيلم حول لص يهرب بحقيبة مسروقات إلى الصحراء بينما تلاحقه الشرطة. يقرر أن يدفن الحقيبة في منطقة صحراوية ويحول مدفنها إلى ما يشبه القبر كي يسهل له التعرف على هذا المكان فيما بعد. تلقي الشرطة القبض عليه وتسجنه عدة أعوام، يخرج بعدها ويتوجه رأسًا إلى المنطقة التي دفن فيها الحقيبة، ليكتشف أنها تحولت إلى مقام وضريح لمن أطلق عليه الناس «سيد المجهول»، لتبدأ محاولاته في استرجاع المال.

## طاقم التمثيل
- يونس بواب بدور اللص
- صالح بن صالح بدور المخطط
- بوشعيب السماك بدور حسن
- حسن بديدة بدور الممرض
- محمد نعيمان بدور إبراهيم
- أنس الباز بدور الطبيب
- أحمد يرزيز بدور الحلاق

## الاستقبال النقدي
لقي الفيلم استقبالًا لدى شرائح الشباب بسبب اعتماده في مشاهد كثيرة على الكوميديا، فيما رأى بعض مهنيي السينما المغربية أن قصته مستنسخة من قصة الفيلم المغربي «الزفت» الذي صدر سنة 1984 من إخراج الطيب الصديقي.

## روابط خارجية
- مقالات تستعمل روابط فنية بلا صلة مع ويكي بيانات